# Troglohyphantes roquensis
Troglohyphantes roquensis es una especie de araña cavernícola de la familia de los linífidos. Es endémica de Gran Canaria (España).